# Consiglio dell'Intesa
Il Consiglio dell'Intesa (in francese Conseil de l'Entente) è un'organizzazione internazionale regionale per la cooperazione nell'Africa occidentale, fondata nel maggio del 1959 da quattro paesi, diventati cinque nel 1996.

## Storia
L'organizzazione si sviluppò dall'Unione Sahel-Benin, creatasi dai quattro membri originali del Consiglio come un successore parziale della dissolta federazione della regione coloniale francese dell'Africa Occidentale Francese.
Dal 1966 il Consiglio possiede un Segretariato che si occupa dell'amministrazione con sede a Abidjan, la più grande città della Costa d'Avorio. Un Fondo Comune Garantito per l'Aiuto e il Prestito esiste per assistere i membri più poveri con una cassa comune.

## Membri
I paesi membri del Consiglio sono cinque:
- Benin (1959)
- Burkina Faso (1959)
- Costa d'Avorio (1959)
- Niger (1959)
- Togo (1966)